# ヴィッカース タイプ559
ヴィッカース タイプ559
タイプ559の完成予想模型
- 用途：複合動力要撃機
- 製造者：ヴィッカース・アームストロング
- 運用者：予定使用者：イギリス空軍
- 初飛行：飛行前に計画中止
- 生産数：無し

ヴィッカース タイプ559（Vickers Type 559, Vickers/Supermarine Type 559）は、イギリスの航空機メーカーヴィッカース・アームストロング社（スーパーマリン社）が開発した超音速要撃機である。
なお、本機の設計はスーパーマリン社によって行われているが、同社は開発中の1950年代にヴィッカース・アームストロング社に吸収合併されており、スーパーマリンの名では呼ばれないことが多い。

## 開発
イギリス空軍が提示した運用要求F.155に基づいて、スーパーマリン社、のちヴィッカース・アームストロング社は1955年に設計案を完成させたが、Type 559の開発は初期段階でキャンセルされ、フルスケールのモックアップを製作する以前の段階で中止された。
本機の開発中止後、F.155は競作機種であるアームストロング・ホイットワースAW.169とフェアリー・アビエーションDelta IIIの開発が続けられることとなったが、しかしながら、この両機種とも1957年防衛白書によってキャンセルされた。

## 設計
Type 559は前部のカナード翼と後部のデルタ型主翼を組み合わせたエンテ型の斬新的なデザインで、垂直尾翼は主翼両端に設けられていた。主機としてアフターバーナー付きデ・ハビランド ジャイロンターボジェットエンジンを2基、上下縦型に配置し、操縦席下面に巨大な空気取り入れ口を設けた。ジェットエンジンの両側面、主翼後縁の根本には、ブースト用としてスペクター・ジュニア液体燃料ロケットエンジンが装備された。
武装は空対空ミサイルのみで、機銃は装備していない。2本のレッドハーブ(Red Hebe)ミサイルまたはブルー・ジェイ（1957年に“ファイアストリーク”と改名）ミサイルが、胴体上側側面、カナードと主翼の中間部に装着可能であった。
操縦席は並列複座となっており、操縦士とレーダー/火器管制手兼航法士が搭乗する予定となっていた。

## 仕様
一般要目
- 乗員：2名
- 全長：20.8 m
- 全幅：12.8 m
- 全高：4.65 m
- 翼面積：57.1 m2
- 空虚重量：18,817 kg
- 全備重量：28,209 kg
- エンジン：
  - デ・ハビランド ジャイロン PS.26/1ターボジェットエンジン（推力89 kN、アフターバーナー時120 kN） × 2
  - スペクター・ジュニアロケットエンジン（推力22 kN）× 2

性能
- 最高速度：マッハ2.5
- 戦闘行動範囲：241 km
- 上昇限度：18,000 m

武装
- ミサイル：レッドハーブ レーダー誘導ミサイルまたはブルー・ジェイ 赤外線誘導ミサイル × 2